# Liste des conjoints des souverains d'Autriche
Voir aussi: Liste des souverains d'Autriche.

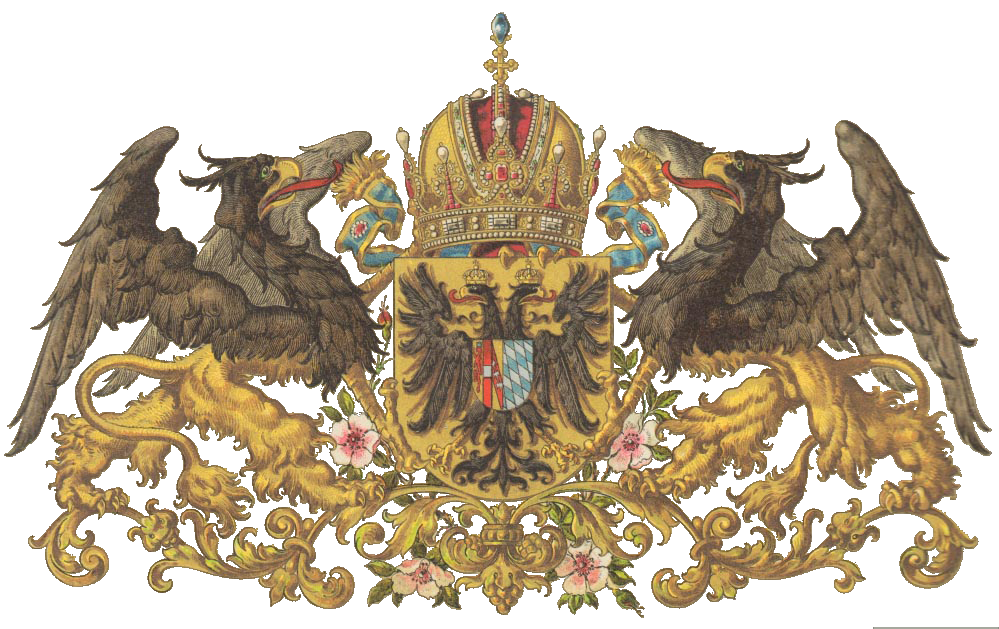
Armoiries de l'impératrice Élisabeth de Wittelsbach.

Cet article est une liste des impératrices, archiduchesses, duchesses et margravines, épouses des empereurs, archiducs, ducs et margraves d'Autriche (ou inversement pour le cas de François Ier par exemple), titres héréditaires associés à la maison de Babenberg et par la suite aux Habsbourg, qui ont régné sur la Marche de l'Est médiévale (aujourd'hui l'Autriche). Le dernier de ces titres, et l'Empire qui y était associé a été aboli à la fin de la Première Guerre mondiale en 1918, quand l'Autriche est devenue une république et lorsque les autres royaumes et territoires représentés au sein du Conseil impérial ont proclamé leur indépendance ou leur adhésion à d'autres États.
Les différents titres ont été en place durant un peu moins d'un millénaire, de 976 à 1918.

## Maison de Babenberg (976-1246)
| Portrait | Nom (dates)                               | Époux                                                                                  | Titres | Éléments biographiques |
| -------- | ----------------------------------------- | -------------------------------------------------------------------------------------- | --- | --- |
|          | Richardis de Sualafeldgau (945/50-994)    | - Léopold Ier de Babenberg                                                             | - Margravine d'Autriche (976-994) | - Fille d'Ernest IV de Sualafeldgau. - Mère d'Henri Ier d'Autriche, d'Ernest Ier de Souabe, de Poppon de Trèves et d'Adalbert d'Autriche. |
|          | Glismod en Saxe-occidentale (975/80-1040) | - Adalbert d'Autriche                                                                  | - Margravine d'Autriche (1018-1040) | - Princesse de la maison de Wettin. Fille d'Immed IV en Saxe-occidentale. |
|          | Frozza Orseolo (1015-1071)                | - Adalbert d'Autriche (mariage en 1040)                                                | - Margravine d'Autriche (1040-1055) | - Fille d'Ottone Orseolo et de Grimelda de Hongrie. - Mère d'Ernest de Babenberg. |
|          | Adélaïde d'Eilenbourg (1040-1071)         | - Ernest de Babenberg (mariage en 1060)                                                | - Margravine d'Autriche (1060-1071) | - Princesse de la Maison de Wettin. Fille de Dedo II et d'Oda de la Marche saxonne. - Mère de Léopold II de Babenberg. |
|          | Swanhilde von der Ungarnmark (?-1120)     | - Ernest de Babenberg (mariage en 1072)                                                | - Margravine d'Autriche (1072-1075) | - Fille de Sighard VII von der Ungarnmark. |
|          | Ida de Cham (1055-1101)                   | - Léopold II de Babenberg                                                              | - Margravine d'Autriche (1075-1095) | - Fille de Rapoto IV de Cham et de Mathilde de Chiemgau. - Mère de Léopold III d'Autriche. |
|          | Adélaïde de Perg (1080-1105)              | - Léopold III d'Autriche                                                               | - Margravine d'Autriche (1095-1105) | - Fille de Walchun von Perg. |
|          | Agnès de Franconie (1072-1143)            | - Frédéric Ier de Souabe (mariage en 1089) - Léopold III d'Autriche (mariage en 1106)  | - Duchesse de Souabe (1089-1105) - Margravine d'Autriche (1106-1136)                                                                                        | - Princesse franconienne. Fille d'Henri IV du Saint-Empire et de Berthe de Turin. - Mère de Frédéric II de Souabe, de Conrad III de Hohenstaufen, de Léopold Ier de Bavière, d'Otton de Freising, d'Agnès de Babenberg, d'Henri II d'Autriche, de Judith de Babenberg et de Gertrude de Babenberg. |
|          | Marie de Bohême (1124-1172)               | - Léopold Ier de Bavière (mariage en 1138) - Hermann III de Bade (mariage en 1142)     | - Margravine d'Autriche (1138-1141) - Duchesse de Bavière (1139-1141) - Margravine de Bade (1142-1160) - Margravine de Vérone (1151-1160)                   | - Princesse přemyslide. Fille de Sobeslav Ier de Bohême et d'Adélaïde de Hongrie. |
|          | Gertrude de Saxe (1115-1143)              | - Henri X de Bavière (mariage en 1127) - Henri II d'Autriche (mariage en 1142)         | - Duchesse de Bavière (1127-1139) - Duchesse de Saxe et margravine de Toscane (1137-1139) - Régente de Saxe (1139-1142) - Margravine d'Autriche (1142-1143) | - Princesse de la Maison de Supplinbourg. Fille de Lothaire de Supplinbourg et de Richenza de Nordheim. - Mère d'Henri XII de Bavière. |
|          | Théodora Comnène (?-1184)                 | - Henri II d'Autriche (mariage en 1148)                                                | - Margravine (1148-1156) puis duchesse d'Autriche (1156-1177) - Duchesse de Bavière (1148-1156)                                                             | - Princesse de la Maison Comnène. Fille d'Andronic Comnène et d'Irène Aineidasa. - Mère de Léopold V d'Autriche et d'Agnès d'Autriche. |
|          | Hélène de Hongrie (1158-1199)             | - Léopold V d'Autriche (mariage en 1172)                                               | - Duchesse d'Autriche (1177-1194) - Duchesse de Styrie (1192-1194)                                                                                          | - Princesse de la Dynastie Árpád. Fille de Géza II de Hongrie et d'Euphrosine de Kiev. - Mère de Frédéric Ier d'Autriche et de Léopold VI d'Autriche. |
|          | Théodora Angelina (1190-1246)             | - Léopold VI d'Autriche (mariage en 1203)                                              | - Duchesse d'Autriche (1203-1230) | - Princesse de la Famille Ange. Fille d'Isaac Komnenos Vatatzes et d'Anne Ange. - Mère de Marguerite d'Autriche et de Frédéric II d'Autriche. |
|          | Agnès de Méranie (1215-1263)              | - Frédéric II d'Autriche (mariage en 1229) - Ulrich III de Carinthie (mariage en 1248) | - Duchesse d'Autriche (1230-1243) - Duchesse de Carinthie (1257-1263)                                                                                       | - Princesse de la Maison d'Andechs. Fille d'Othon II de Bourgogne et de Béatrice II de Bourgogne. |

La dynastie de Babenberg s'éteint en 1246, lorsque le duc Frédéric II meurt sans descendance.

## Interrègne (1246-1276)
| Portrait | Nom (dates)                       | Époux                                                                             | Titres | Eléments biographiques |
| -------- | --------------------------------- | --------------------------------------------------------------------------------- | --- | --- |
|          | Cunégonde de Slavonie (1245-1285) | - Ottokar II de Bohême (mariage en 1261) - Záviš de Falkenštejn (mariage en 1285) | - Reine de Bohême et margravine de Moravie (1261-1278) - Duchesse d'Autriche (1261-1276) - Régente de Bohême (1278-1285) | - Princesse riourikide. Fille de Rostislav IV de Kiev et d'Anne de Hongrie. - Mère de Cunégonde de Bohême et de Venceslas II de Bohême. |

## Maison de Habsbourg (1276-1492)
| Portrait | Nom (dates)                         | Époux                                                                                 | Titres | Eléments biographiques |
| -------- | ----------------------------------- | ------------------------------------------------------------------------------------- | --- | --- |
|          | Gertrude de Hohenberg (1225-1281)   | - Rodolphe Ier de Habsbourg (mariage en 1245)                                         | - Reine de Germanie (1273-1281) - Duchesse d'Autriche (1276-1281) - Duchesse de Carinthie (1278-1281)                                          | - Princesse de la Maison de Hohenzollern. Fille de Bouchard V de Hohenberg et de Mathilde de Tübingen. - Mère d'Albert Ier du Saint-Empire, de Mathilde de Habsbourg, de Clémence de Habsbourg, de Rodolphe II d'Autriche et de Judith de Habsbourg.                                               |
|          | Élisabeth de Tyrol (1262-1312)      | - Albert Ier du Saint-Empire (mariage en 1274)                                        | - Duchesse d'Autriche et de Styrie (1282-1298) - Reine de Germanie (1298-1308)                                                                 | - Princesse de la Maison de Goritz. Fille de Meinhard de Goritz et d'Élisabeth de Bavière. - Mère d'Agnès de Habsbourg, de Rodolphe Ier de Bohême, d'Élisabeth d'Autriche, de Frédéric le Bel, de Léopold Ier d'Autriche, de Catherine de Habsbourg, d'Albert II d'Autriche et d'Othon d'Autriche. |
|          | Blanche de France (1282-1305)       | - Rodolphe Ier de Bohême (mariage en 1300)                                            | - Duchesse d'Autriche et de Styrie (1300-1305)                                                                                                 | - Princesse capétienne. Fille de Philippe III de France et de Marie de Brabant. |
|          | Élisabeth Ryksa (1286-1335)         | - Venceslas II de Bohême (mariage en 1303) - Rodolphe Ier de Bohême (mariage en 1306) | - Reine de Bohême (1303-1305 puis 1306-1307) - Reine de Pologne (1303-1305) - Duchesse d'Autriche et de Styrie (1306-1307)                     | - Princesse de la Maison Piast. Fille de Przemysl II de Pologne et de Richezza de Suède. |
|          | Isabelle d'Aragon (1305-1330)       | - Frédéric le Bel (mariage en 1315)                                                   | - Co-duchesse d'Autriche et de Styrie (1315-1330) - Reine de Germanie (1326-1330)                                                              | - Princesse de la Maison de Barcelone. Fille de Jacques II d'Aragon et de Blanche d'Anjou. - Mère d'Anne de Habsbourg. |
|          | Catherine de Savoie (1304-1336)     | - Léopold Ier d'Autriche (mariage en 1315)                                            | - Co-duchesse d'Autriche et de Styrie (1315-1326)                                                                                              | - Princesse de la Maison de Savoie. Fille d'Amédée V de Savoie et de Marie de Brabant. - Mère d'Agnès de Habsbourg et de Catherine d'Autriche. |
|          | Jeanne de Ferrette (1300-1351)      | - Albert II d'Autriche (mariage en 1324)                                              | - Co-duchesse d'Autriche et de Styrie (1330-1351) - Co-duchesse de Carinthie (1335-1351)                                                       | - Princesse de la Maison de Scarpone. Fille d'Ulrich III de Ferrette et de Jeanne de Bourgogne. - Mère de Rodolphe IV d'Autriche, de Frédéric III d'Autriche, d'Albert III d'Autriche et de Léopold III de Habsbourg.                                                                              |
|          | Anne de Bohême (1323-1338)          | - Othon d'Autriche (mariage en 1330)                                                  | - Co-duchesse d'Autriche et de Styrie (1330-1338) - Co-duchesse de Carinthie (1335-1338)                                                       | - Princesse de la Maison de Luxembourg. Fille de Jean Ier de Bohême et d'Élisabeth de Bohême. |
|          | Catherine de Luxembourg (1342-1395) | - Rodolphe IV d'Autriche (mariage en 1356) - Othon V de Bavière (mariage en 1366)     | - Duchesse d'Autriche, de Styrie et de Carinthie (1358-1365) - Électrice de Brandebourg (1366-1373) - Duchesse de Bavière-Landshut (1375-1379) | - Princesse de la Maison de Luxembourg. Fille de Charles IV du Saint-Empire et de Blanche de Valois. |
|          | Élisabeth de Bohême (1358-1373)     | - Albert III d'Autriche (mariage en 1366)                                             | - Duchesse d'Autriche (1366-1373) | - Princesse de la Maison de Luxembourg. Fille de Charles IV du Saint-Empire et d'Anne de Schweidnitz. |

Par le Traité de Neuberg (9 septembre 1379), Albert III (lignée albertinienne) reçoit l'archiduché d'Autriche, plus tard appelé Basse-Autriche, et Léopold III (lignée léopoldinienne) les duchés de Styrie, Carinthie et Carniole ainsi que le comté de Tyrol.

### Lignée albertinienne (1379-1457)
| Portrait | Nom (dates)                          | Époux                                         | Titres | Eléments biographiques | Armoiries |
| -------- | ------------------------------------ | --------------------------------------------- | --- | --- | --------- |
|          | Béatrice de Nuremberg (1362-1414)    | - Albert III d'Autriche (mariage en 1375)     | - Duchesse d'Autriche (1375-1395)                                                                             | - Princesse de la Maison de Hohenzollern. Fille de Frédéric V de Nuremberg et d'Élisabeth de Misnie. - Mère d'Albert IV d'Autriche.                                                     |           |
|          | Jeanne-Sophie de Bavière (1373-1410) | - Albert IV d'Autriche (mariage en 1390)      | - Duchesse d'Autriche (1395-1404)                                                                             | - Princesse de la Maison de Wittelsbach. Fille d'Albert Ier de Hainaut et de Marguerite de Brzeg. - Mère d'Albert II du Saint-Empire.                                                   |           |
|          | Élisabeth de Luxembourg (1409-1442)  | - Albert II du Saint-Empire (mariage en 1421) | - Duchesse d'Autriche (1421-1439) - Reine de Hongrie et de Bohême (1437-1439) - Reine de Germanie (1438-1439) | - Princesse de la Maison de Luxembourg. Fille de Sigismond Ier de Luxembourg et de Barbe de Cilley. - Mère d'Anne de Luxembourg, d'Élisabeth de Habsbourg et de Ladislas Ier de Bohême. |           |

### Lignée léopoldinienne (1379-1492)
| Portrait | Nom (dates)                        | Époux                                                                              | Titres | Eléments biographiques | Armoiries |
| -------- | ---------------------------------- | ---------------------------------------------------------------------------------- | --- | --- | --------- |
|          | Viridis Visconti (1352-1414)       | - Léopold III de Habsbourg (mariage en 1365)                                       | - Co-duchesse d'Autriche (1365-1379) - Duchesse d'Autriche intérieure (1379-1386) | - Princesse de la Famille Visconti. Fille de Barnabé Visconti et de Reine della Scala. - Mère de Guillaume d'Autriche, de Léopold IV de Habsbourg, d'Ernest d'Autriche intérieure et de Frédéric IV d'Autriche. |           |
|          | Jeanne II de Naples (1373-1435)    | - Guillaume d'Autriche (mariage en 1401) - Jacques II de Bourbon (mariage en 1415) | - Duchesse d'Autriche intérieure et antérieure (1401-1406) - Reine de Naples (de plein droit, 1414-1435) - Princesse de Tarente (de plein droit, 1414-1420) - Comtesse de la Marche et de Castres (1415-1419) | - Princesse de la Maison capétienne d'Anjou-Sicile. Fille de Charles III de Naples et de Marguerite de Durazzo.                                                                                                 |           |
|          | Catherine de Bourgogne (1378-1425) | - Léopold IV de Habsbourg (mariage en 1393)                                        | - Duchesse d'Autriche antérieure (1406-1411) | - Princesse de la Maison de Valois-Bourgogne. Fille de Philippe II de Bourgogne et de Marguerite III de Flandre.                                                                                                |           |

En 1406, les lignées léopoldiniennes se partagent leurs territoires : la lignée ernestine reçoit les duchés de Styrie, de Carinthie et de Carniole, également appelée Autriche intérieure, et la lignée tyrolienne reçoit le Tyrol et peu après un morceau de l'Autriche, territoires également nommés Autriche supérieure.
Le 23 novembre 1457, le dernier descendant de la lignée albertinienne, Ladislas Ier de Bohême, meurt soudainement à Prague alors qu'il prépare son mariage avec Madeleine, fille de Charles VII de France. Les territoires des albertiniens passent alors à la lignée des léopoldiniens.

#### Branche ernestine (1406-1492)
| Portrait | Nom (dates)                         | Époux                                                                               | Titres | Eléments biographiques |
| -------- | ----------------------------------- | ----------------------------------------------------------------------------------- | --- | --- |
|          | Marguerite de Poméranie (1366-1407) | - Ernest d'Autriche intérieure (mariage en 1392)                                    | - Duchesse d'Autriche intérieure (1402-1407) | - Fille de Bogusław V de Poméranie et d'Adélaïde de Brunswick-Grubenhagen. |
|          | Cymburge de Mazovie (1394/97-1429)  | - Ernest d'Autriche intérieure (mariage en 1412)                                    | - Duchesse (1412-1414) puis archiduchesse d'Autriche intérieure (1414-1424)                                                                                       | - Princesse de la Maison Piast. Fille de Siemovit IV de Mazovie et d'Alexandra de Lituanie. - Mère de Frédéric III du Saint-Empire, de Marguerite d'Autriche et d'Albert VI d'Autriche. |
|          | Éléonore de Portugal (1434-1467)    | - Frédéric III du Saint-Empire (mariage en 1452)                                    | - Impératrice du Saint-Empire, reine de Germanie et archiduchesse d'Autriche (1452-1467)                                                                          | - Princesse de la Maison d'Aviz. Fille d'Édouard Ier de Portugal et d'Éléonore d'Aragon. - Mère de Maximilien Ier du Saint-Empire et de Cunégonde d'Autriche.                           |
|          | Mathilde du Palatinat (1419-1482)   | - Louis IV de Wurtemberg (mariage en 1434) - Albert VI d'Autriche (mariage en 1452) | - Comtesse de Wurtemberg (1434-1450) - Comtesse de Montbéliard (1444-1450) - Duchesse d'Autriche intérieure (1452-1457) puis archiduchesse d'Autriche (1457-1463) | - Princesse de la Maison de Wittelsbach. Fille de Louis III du Palatinat et de Mathilde de Savoie. - Mère de Louis V de Wurtemberg et d'Eberhard V de Wurtemberg.                       |

#### Branche tyrolienne (1406-1490)
| Portrait | Nom (dates)                        | Époux                                                                                                  | Titres | Eléments biographiques |
| -------- | ---------------------------------- | --- | --- | --- |
|          | Élisabeth du Palatinat (1381-1408) | - Frédéric IV d'Autriche (mariage en 1406)                                                             | - Duchesse d'Autriche antérieure et comtesse de Tyrol (1406-1408)                                                                              | - Princesse de la Maison de Wittelsbach. Fille de Robert Ier du Saint-Empire et d'Élisabeth de Nuremberg.                        |
|          | Anne de Brunswick (1390-1432)      | - Frédéric IV d'Autriche (mariage en 1410)                                                             | - Duchesse d'Autriche antérieure et comtesse de Tyrol (1410-1432)                                                                              | - Princesse welfe. Fille de Frédéric Ier de Brunswick-Wolfenbüttel et d'Anne de Saxe-Wittenberg. - Mère de Sigismond d'Autriche. |
|          | Éléonore Stuart (1433-1480)        | - Sigismond d'Autriche (mariage en 1449)                                                               | - Duchesse (1449-1477) puis archiduchesse (1477-1480) d'Autriche antérieure - Comtesse de Tyrol (1449-1480)                                    | - Princesse de la Maison Stuart. Fille de Jacques Ier d'Écosse et de Jeanne Beaufort.                                            |
|          | Catherine de Saxe (1468-1524)      | - Sigismond d'Autriche (mariage en 1484) - Éric Ier de Brunswick-Calenberg-Göttingen (mariage en 1496) | - Archiduchesse d'Autriche antérieure et comtesse de Tyrol (1484-1490) - Duchesse de Brunswick-Lunebourg et princesse de Calenberg (1496-1524) | - Princesse de la Maison de Wettin. Fille d'Albert III de Saxe et de Sidonie de Bohême.                                          |

## Dynastie Hunyadi (1486-1490)
Matthias Corvin, roi de Hongrie, réclame les territoires autrichiens et occupe l'Autriche proprement dite ainsi que la Styrie. Réclamant par ailleurs le titre de « duc d'Autriche », il réside à Vienne de 1485 à sa mort en 1490.
| Portrait | Nom (dates)                    | Époux                                                                          | Titres | Eléments biographiques                                                                             | Armoiries |
| -------- | ------------------------------ | ------------------------------------------------------------------------------ | --- | -------------------------------------------------------------------------------------------------- | --------- |
|          | Béatrice de Naples (1457-1508) | - Matthias Corvin (mariage en 1476) - Vladislas IV de Bohême (mariage en 1490) | - Reine de Hongrie (1476-1490 puis 1490-1500) - Duchesse prétendante d'Autriche (1486-1490) - Reine de Bohême (1490-1500) | - Princesse de la Maison de Trastamare. Fille de Ferdinand Ier de Naples et d'Isabelle de Tarente. |           |

## Maison de Habsbourg (1493-1780)
Les possessions autrichiennes sont réunies en 1493.
| Portrait | Nom (dates)                      | Époux                                              | Titres                                                                                                | Eléments biographiques |
| -------- | -------------------------------- | -------------------------------------------------- | --- | --- |
|          | Blanche-Marie Sforza (1472-1510) | - Maximilien Ier du Saint-Empire (mariage en 1494) | - Reine de Germanie et archiduchesse d'Autriche (1494-1510) - Impératrice du Saint-Empire (1508-1510) | - Princesse de la Famille Sforza. Fille de Galéas Marie Sforza et de Bonne de Savoie. |
|          | Anne Jagellon (1503-1547)        | - Ferdinand Ier du Saint-Empire (mariage en 1521)  | - Reine de Hongrie et de Bohême, archiduchesse d'Autriche (1521-1547) - Reine de Germanie (1531-1547) | - Princesse de la Maison Jagellon. Fille de Vladislas IV de Bohême et d'Anne de Foix. - Mère d'Élisabeth d'Autriche, de Maximilien II de Habsbourg, d'Anne d'Autriche, de Ferdinand de Tyrol, de Marie d'Autriche, de Madeleine d'Autriche, de Catherine d'Autriche, d'Éléonore d'Autriche, de Marguerite d'Autriche, de Barbara d'Autriche, de Charles II d'Autriche-Styrie, d'Hélène d'Autriche et de Jeanne d'Autriche. |

En 1564, les possessions autrichiennes sont divisées entre les trois fils de l'empereur Ferdinand.
- La Basse-Autriche (l'Autriche proprement dite) est concédée au premier fils de l'empereur Ferdinand, Maximilien ; ses fils Rodolphe et Matthias meurent sans descendance et les territoires sont transmis à Charles, le 3e fils de l'empereur Ferdinand.
- L'Autriche supérieure (le Tyrol ainsi qu'une partie de l'Autriche actuelle) revient à Ferdinand, le 2e fils de l'empereur Ferdinand. Ferdinand meurt sans héritier agnatique et ses territoires reviennent aux descendants de son frère Maximilien, eux-mêmes morts sans descendance ; les territoires sont alors transmis au fils de Charles, le 3e fils de l'empereur Ferdinand.
- L'Autriche intérieure ("Inner-Österreich"), à savoir la Styrie, Carinthie et la Carniole, passe aux mains de Charles, le 3e fils de l'empereur Ferdinand.

### Basse-Autriche (1564-1619)
| Portrait | Nom (dates)                  | Époux                                          | Titres | Eléments biographiques |
| -------- | ---------------------------- | ---------------------------------------------- | --- | --- |
|          | Marie d'Autriche (1528-1603) | - Maximilien II de Habsbourg (mariage en 1548) | - Reine de Germanie et de Bohême (1562-1576) - Reine de Hongrie et de Croatie (1563-1576) - Impératrice du Saint-Empire et archiduchesse d'Autriche (1564-1576) | - Princesse de la Maison de Habsbourg. Fille de Charles Quint et d'Isabelle de Portugal. - Mère d'Anne d'Autriche, de Rodolphe II du Saint-Empire, d'Ernest d'Autriche, d'Élisabeth d'Autriche, de Matthias Ier de Habsbourg, de Maximilien III d'Autriche, d'Albert d'Autriche, de Wenceslas d'Autriche et de Marguerite d'Autriche. |
|          | Anne d'Autriche (1585-1618)  | - Matthias Ier de Habsbourg (mariage en 1611)  | - Reine de Germanie, de Hongrie et de Bohême, archiduchesse d'Autriche (1611-1618) - Impératrice du Saint-Empire (1612-1618)                                    | - Princesse de la Maison de Habsbourg. Fille de Ferdinand de Tyrol et d'Anne-Catherine de Mantoue. |

### Autriche supérieure (1564-1595)
| Portrait | Nom (dates)                           | Époux                                  | Titres                                       | Eléments biographiques |
| -------- | ------------------------------------- | -------------------------------------- | -------------------------------------------- | --- |
|          | Anne-Catherine de Mantoue (1566-1621) | - Ferdinand de Tyrol (mariage en 1582) | - Archiduchesse d'Autriche-Tyrol (1582-1595) | - Princesse de la Maison de Gonzague. Fille de Guillaume de Mantoue et d'Éléonore d'Autriche. - Mère de Marie d'Autriche et d'Anne d'Autriche. |

### Autriche intérieure (1564-1619)
| Portrait | Nom (dates)                       | Époux                                            | Titres                                            | Eléments biographiques |
| -------- | --------------------------------- | ------------------------------------------------ | ------------------------------------------------- | --- |
|          | Marie-Anne de Bavière (1551-1608) | - Charles II d'Autriche-Styrie (mariage en 1571) | - Archiduchesse d'Autriche intérieure (1571-1590) | - Princesse de la Maison de Wittelsbach. Fille d'Albert V de Bavière et d'Anne d'Autriche. - Mère d'Anne d'Autriche, de Marie-Christine d'Autriche, de Ferdinand II du Saint-Empire, de Gregoria-Maximilienne d'Autriche, d'Éléonore d'Autriche, de Marguerite d'Autriche-Styrie, de Léopold V d'Autriche-Tyrol, de Constance d'Autriche, de Marie-Madeleine d'Autriche et de Charles d'Autriche-Styrie. |
|          | Marie-Anne de Bavière (1574-1616) | - Ferdinand II du Saint-Empire (mariage en 1600) | - Archiduchesse d'Autriche intérieure (1600-1616) | - Princesse de la Maison de Wittelsbach. Fille de Guillaume V de Bavière et de Renée de Lorraine. - Mère de Ferdinand III de Habsbourg, de Marie-Anne d'Autriche, de Cécile-Renée d'Autriche et de Léopold-Guillaume de Habsbourg. |

Les territoires autrichiens sont à nouveau réunis par héritage en 1619 sous Ferdinand II, empereur et archiduc de la Basse Autriche, mais, en 1623, Ferdinand les divise à nouveau et nomme son jeune frère Léopold, qui avait été gouverneur de l'Autriche supérieure, archiduc de ces territoires. Ferdinand garde le contrôle de la Basse Autriche et de l'Autriche intérieure, alors que l'Autriche supérieure passe à la plus jeune lignée tyrolienne, représentée par son frère Léopold.

### Basse Autriche et Autriche intérieure (1623-1665)
| Portrait | Nom                                     | Époux                                            | Titres | Eléments biographiques |
| -------- | --------------------------------------- | ------------------------------------------------ | --- | --- |
|          | Éléonore de Gonzague (1598-1655)        | - Ferdinand II du Saint-Empire (mariage en 1622) | - Impératrice du Saint-Empire, reine de Germanie, de Hongrie et de Bohême, archiduchesse d'Autriche (1622-1637) | Princesse de la Maison de Gonzague. Fille de Vincent Ier de Mantoue et d'Éléonore de Médicis. |
|          | Marie-Anne d'Autriche (1606-1646)       | - Ferdinand III de Habsbourg (mariage en 1631)   | - Impératrice du Saint-Empire, reine de Germanie, de Hongrie et de Bohême, archiduchesse d'Autriche (1637-1646) | - Princesse de la Maison de Habsbourg. Fille de Philippe III d'Espagne et de Marguerite d'Autriche-Styrie. - Mère de Ferdinand IV de Habsbourg, de Marie-Anne d'Autriche et de Léopold Ier du Saint-Empire. |
|          | Marie-Léopoldine d'Autriche (1632-1649) | - Ferdinand III de Habsbourg (mariage en 1648)   | - Impératrice du Saint-Empire, reine de Germanie, de Hongrie et de Bohême, archiduchesse d'Autriche (1648-1649) | - Princesse de la Maison de Habsbourg. Fille de Léopold V d'Autriche-Tyrol et de Claude de Médicis. - Mère de Charles-Joseph d'Autriche.                                                                    |
|          | Éléonore de Nevers-Mantoue (1630-1686)  | - Ferdinand III de Habsbourg (mariage en 1651)   | - Impératrice du Saint-Empire, reine de Germanie, de Hongrie et de Bohême, archiduchesse d'Autriche (1651-1657) | - Princesse de la Maison de Gonzague-Nevers. Fille de Charles II de Nevers-Mantoue et de Marie de Mantoue. - Mère d'Éléonore d'Autriche et de Marie-Anne-Josèphe d'Autriche.                                |

### Autriche supérieure (1623-1665)
| Portrait | Nom (dates)                                | Époux                                                                                                   | Titres                                                                                        | Eléments biographiques |
| -------- | ------------------------------------------ | --- | --------------------------------------------------------------------------------------------- | --- |
|          | Claude de Médicis (1604-1648)              | - Frédéric Ubaldo della Rovere (mariage en 1620) - Léopold V d'Autriche-Tyrol (mariage en 1626)         | - Archiduchesse d'Autriche supérieure (1626-1632) - Régente d'Autriche supérieure (1632-1646) | - Princesse de la Maison de Médicis. Fille de Ferdinand Ier de Médicis et de Christine de Lorraine. - Mère de Vittoria della Rovere, de Ferdinand-Charles d'Autriche, d'Isabelle-Claire d'Autriche, de Sigismond-François d'Autriche et de Marie-Léopoldine d'Autriche. |
|          | Anne de Médicis (1616-1676)                | - Ferdinand-Charles d'Autriche (mariage en 1646)                                                        | - Archiduchesse d'Autriche supérieure (1646-1662)                                             | - Princesse de la Maison de Médicis. Fille de Cosme II de Médicis et de Marie-Madeleine d'Autriche. - Mère de Claude-Félicité d'Autriche. |
|          | Hedwige de Palatinat-Soulzbach (1650-1681) | - Sigismond-François d'Autriche (mariage en 1665) - Jules-François de Saxe-Lauenbourg (mariage en 1668) | - Archiduchesse d'Autriche supérieure (1665) - Duchesse de Saxe-Lauenbourg (1668-1681)        | - Princesse de la Maison de Wittelsbach. Fille de Christian-Auguste de Palatinat-Soulzbach et d'Amélie de Nassau-Siegen. - Mère d'Anne-Marie-Françoise de Saxe-Lauenbourg et de Françoise-Sibylle de Saxe-Lauenbourg.                                                   |

### Autriche unie (1665-1780)
| Portrait | Nom (dates)                                               | Conjoint                                        | Titres | Eléments biographiques | Armoiries |
| -------- | --------------------------------------------------------- | ----------------------------------------------- | --- | --- | --------- |
|          | Marguerite-Thérèse d'Autriche (1651-1673)                 | - Léopold Ier du Saint-Empire (mariage en 1666) | - Impératrice du Saint-Empire, reine de Germanie, de Hongrie et de Bohême, archiduchesse d'Autriche (1666-1673) | - Princesse de la Maison de Habsbourg. Fille de Philippe IV d'Espagne et de Marie-Anne d'Autriche. - Mère de Marie-Antoinette d'Autriche. |           |
|          | Claude-Félicité d'Autriche (1653-1676)                    | - Léopold Ier du Saint-Empire (mariage en 1673) | - Impératrice du Saint-Empire, reine de Germanie, de Hongrie et de Bohême, archiduchesse d'Autriche (1673-1676) | - Princesse de la Maison de Habsbourg. Fille de Ferdinand-Charles d'Autriche et d'Anne de Médicis. |           |
|          | Éléonore de Neubourg (1655-1720)                          | - Léopold Ier du Saint-Empire (mariage en 1676) | - Impératrice du Saint-Empire, reine de Germanie, de Hongrie et de Bohême, archiduchesse d'Autriche (1676-1705) - Princesse de Transylvanie (1692-1705) | - Princesse de la Maison de Wittelsbach. Fille de Philippe-Guillaume de Neubourg et d'Élisabeth-Amélie de Hesse-Darmstadt. - Mère de Joseph Ier du Saint-Empire, de Marie-Élisabeth d'Autriche, de Léopold Joseph d'Autriche, de Marie-Anne d'Autriche, de Marie-Thérèse d'Autriche, de Charles VI du Saint-Empire, de Marie-Josèphe d'Autriche et de Marie-Madeleine d'Autriche. |           |
|          | Wilhelmine-Amélie de Brunswick-Lunebourg (1673-1742)      | - Joseph Ier du Saint-Empire (mariage en 1699)  | - Impératrice du Saint-Empire, reine de Germanie, de Hongrie et de Bohême, archiduchesse d'Autriche (1705-1711) | - Princesse de la Maison de Brunswick. Fille de Jean-Frédéric de Brunswick-Calenberg et de Bénédicte-Henriette du Palatinat. - Mère de Marie-Josèphe d'Autriche, de Léopold Joseph d'Autriche et de Marie-Amélie d'Autriche. |           |
|          | Élisabeth-Christine de Brunswick-Wolfenbüttel (1691-1750) | - Charles VI du Saint-Empire (mariage en 1708)  | - Impératrice du Saint-Empire, reine de Germanie, de Hongrie et de Bohême, archiduchesse d'Autriche (1711-1740) - Reine de Naples (1714-1735) - Duchesse de Milan (1714-1740) - Souveraine des Pays-Bas (1715-1740) - Duchesse de Parme et Plaisance (1735-1740)      | - Princesse de la Maison de Brunswick. Fille de Louis-Rodolphe de Brunswick-Wolfenbüttel et de Christine-Louise d'Oettingen-Oettingen. - Mère de Marie-Thérèse d'Autriche et de Marie-Anne d'Autriche. |           |
|          | François Ier du Saint-Empire (1708-1765)                  | - Marie-Thérèse d'Autriche (mariage en 1736)    | - Duc de Lorraine (1729-1737) - Grand-duc de Toscane (1737-1765) - Roi de Hongrie et de Bohême, archiduc d'Autriche, duc de Milan, souverain des Pays-Bas (1740-1765) - Duc de Parme et Plaisance (1740-1748) - Empereur du Saint-Empire, roi de Germanie (1745-1765) | - Prince de la Maison de Lorraine. Fils de Léopold Ier de Lorraine et d’Élisabeth-Charlotte d'Orléans. - Père de Marie-Élisabeth d'Autriche, de Marie-Anne d'Autriche, de Marie-Caroline d'Autriche, de Joseph II du Saint-Empire, de Marie-Christine d'Autriche, de Marie-Élisabeth de Habsbourg-Lorraine, de Charles-Joseph d'Autriche, de Marie-Amélie de Habsbourg-Lorraine, de Léopold II du Saint-Empire, de Marie-Caroline d'Autriche, de Marie-Jeanne-Gabrielle d'Autriche, de Marie-Josèphe d'Autriche, de Marie-Caroline d'Autriche, de Ferdinand d'Autriche-Este, de Marie-Antoinette d'Autriche et de Maximilien-François d'Autriche. |           |

## Maison de Habsbourg-Lorraine (1780-1918)
| Portrait | Nom (dates)                                         | Époux                                                                                       | Titres | Eléments biographiques | Armoiries |
| -------- | --------------------------------------------------- | ------------------------------------------------------------------------------------------- | --- | --- | --------- |
|          | Marie-Louise d'Espagne (1745-1792)                  | - Léopold II du Saint-Empire (mariage en 1765)                                              | - Grande-duchesse de Toscane (1765-1790) - Impératrice du Saint-Empire, reine de Germanie, de Hongrie et de Bohême, archiduchesse d'Autriche, duchesse de Milan, souveraine des Pays-Bas (1790-1792)                                    | - Princesse de la Maison de Bourbon. Fille de Charles III d'Espagne et de Marie-Amélie de Saxe. - Mère de Marie-Thérèse d'Autriche, de François Ier d'Autriche, de Ferdinand III de Toscane, de Marie-Anne d'Autriche, de Charles-Louis d'Autriche-Teschen, d'Alexandre-Léopold d'Autriche, de Joseph de Habsbourg-Lorraine, de Marie-Clémentine d'Autriche, d'Antoine-Victor d'Autriche, de Marie-Amélie d'Autriche, de Jean-Baptiste d'Autriche, de Rainier d'Autriche, de Louis d'Autriche et de Rodolphe d'Autriche. |           |
|          | Marie-Thérèse de Bourbon-Naples (1772-1807)         | - François Ier d'Autriche (mariage en 1790)                                                 | - Duchesse de Milan (1792-1796) - Souveraine des Pays-Bas (1792-1797) - Impératrice du Saint-Empire (1792-1806) - Archiduchesse d'Autriche (1792-1806) - Reine de Hongrie et de Bohême (1792-1807) - Impératrice d'Autriche (1804-1807) | - Princesse de la Maison de Bourbon-Siciles. Fille de Ferdinand Ier des Deux-Siciles et de Marie-Caroline d'Autriche. - Mère de Marie-Louise d'Autriche, de Ferdinand Ier d'Autriche, de Marie-Léopoldine d'Autriche, de Marie-Clémentine de Habsbourg, de Caroline de Habsbourg-Lorraine, de François-Charles d'Autriche et de Marie-Anne d'Autriche. |           |
|          | Marie-Louise de Habsbourg-Lorraine-Este (1787-1816) | - François Ier d'Autriche (mariage en 1808)                                                 | - Impératrice d'Autriche, reine de Hongrie et de Bohême (1808-1816) - Reine de Lombardie-Vénétie (1815-1816) | - Princesse de la Maison de Habsbourg-Este. Fille de Ferdinand d'Autriche-Este et de Marie-Béatrice d'Este. |           |
|          | Caroline-Auguste de Bavière (1792-1873)             | - Guillaume Ier de Wurtemberg (mariage en 1808) - François Ier d'Autriche (mariage en 1816) | - Princesse héritière de Wurtemberg (1808-1814) - Impératrice d'Autriche, reine de Lombardie-Vénétie, de Hongrie et de Bohême (1816-1835)                                                                                               | - Princesse de la Maison de Wittelsbach. Fille de Maximilien Ier de Bavière et de Wilhelmine de Hesse-Darmstadt. |           |
|          | Marie-Anne de Sardaigne (1803-1884)                 | - Ferdinand Ier d'Autriche (mariage en 1831)                                                | - Impératrice d'Autriche, reine de Lombardie-Vénétie, de Hongrie et de Bohême (1835-1848) | - Princesse de la Maison de Savoie. Fille de Victor-Emmanuel Ier de Sardaigne et de Marie-Thérèse d'Autriche-Este. |           |
|          | Élisabeth de Wittelsbach (1837-1898)                | - François-Joseph Ier d'Autriche (mariage en 1854)                                          | - Impératrice d'Autriche, reine de Hongrie et de Bohême (1854-1898) - Reine de Lombardie-Vénétie (1854-1866) | - Princesse de la Maison de Wittelsbach. Fille de Maximilien en Bavière et de Ludovica de Bavière. - Mère de Sophie d'Autriche, de Gisèle d'Autriche, de Rodolphe d'Autriche et de Marie-Valérie d'Autriche. |           |
|          | Zita de Bourbon-Parme (1892-1989)                   | - Charles Ier d'Autriche (mariage en 1911)                                                  | - Impératrice d'Autriche, reine de Hongrie et de Bohême (1916-1918) | - Princesse de la Maison de Bourbon-Parme. Fille de Robert Ier de Parme et d'Antónia de Bragance. - Mère d'Otto de Habsbourg-Lorraine, d'Adélaïde d'Autriche, de Robert d'Autriche-Este, de Félix de Habsbourg-Lorraine, de Charles-Louis d'Autriche, de Rodolphe d'Autriche, de Charlotte d'Autriche et d’Élisabeth d'Autriche. |           |